# El conde Partinuplés
El conde Partinuplés es una obra de teatro polimétrica del siglo XVII, escrita por Ana Caro Mallén de Soto, dramaturga española. 
Se trata de una comedia caballeresca y palatina. Parece ser además comedia de espectáculo ya que se resalta la maquinaria escénica. Publicada en 1653, se escribió años antes, en la tercera o cuarta década del diecisiete.
La comedia comienza cuando los cortesanos le exigen a Rosaura, emperatriz de Constantinopla, hija de Aureliano y Rosimunda, que ya han muerto, que se case. Explican que el imperio necesita sucesor. Rosaura replica que ha evadido el matrimonio debido a un funesto pronóstico astrológico.  Si se casara, puede muy bien que su esposo la engañará y correrían gran riesgo ella y la corona. Persuadida por sus vasallos, Rosaura acepta casarse en el plazo de un año. Con la ayuda de la maga Aldora, busca el mejor candidato, utilizando un espejo mágico. Este examen de maridos tiene como modelo el juicio de Paris.  De los varios candidatos, Rosaura escoge al conde Partinuplés, aunque este ya tiene dama, Lisbella. Lo trae a su palacio utilizando las artes de Aldora y allí la emperatriz, con la ayuda de Aldora, creando toda una metaficcion, intenta probar su fidelidad y palabra. Utilizando la conocida trama de la amante invisible, y una inversión del mito de Cupido y Psique, ella no le permite al conde que mire su rostro.  Siempre se encuentran a oscuras.  La curiosidad del conde es tal que rompe la palabra que le había dado a Rosaura. Desesperada, la emperatriz lo condena a muerte.
La obra tiene sus orígenes en  una novela francesa del siglo XII, titulada Partonopeus de Blois, obra muy difundida en España tras su traducción en 1497. La comedia de Caro también entreteje una gran variedad de modelos, incluyendo el mito de Cupido y Psique, el Juicio de Paris, varias comedias basadas en la trama de la amante invisible y hasta hay elementos de La vida es sueño de Calderón. Se ha propuesto que es una relectura feminista de la famosa comedia calderoniana 